# Dictyophara prognatha
Dictyophara prognatha är en insektsart som beskrevs av William Lucas Distant 1906. Dictyophara prognatha ingår i släktet Dictyophara och familjen Dictyopharidae. Inga underarter finns listade i Catalogue of Life.